# Pierre Loti
Pierre Loti (pseudonimul lui Julien Viaud; n. 14 ianuarie 1850, Rochefort, Poitou-Charentes, Franța – d. 10 iunie 1923, Hendaye, Aquitaine, Franța) a fost un romancier și ofițer naval francez.
A scris o proză impresionistă, într-un stil bogat în nuanțări, de un exotism senzual și sentimental, ce degenerează în manieră, dominată de sentimentul efemerului, al morții și al solitudinii, pictură a spațiului mediteranean, oriental și atlantic.
A fost membru al Academiei Franceze din 1891. A fost propus de patru ori pentru Premiul Nobel pentru literatură în 1910, 1911, 1912 și 1913.

## Scrieri
- 1879: Aziyadé
- 1881: Le roman d'un spahi ("Romanul unui spahiu")
- 1882: Le mariage de Loti (Rarahu) (Căsătoria lui Loti)
- 1883: Mon frère Yves ("Fratele meu Yves")
- 1886: Pécheur d'Islande ("Pescar din Islanda")
- 1897: Ramuntcho
- 1904: Vers Ispahan ("Spre Ispahan")
- 1906: Les désenchantées ("Dezamăgitele")
- 1925: Journal intime ("Jurnal intim").

### Traduceri în română
- 1906 - Dezamăgitele, Editura Librăria Nouă, traducere cu învoirea autorului de Const. Al. Ștefănescu, titlu original: Les désenchantées (1906)